# Nick Ponzio
Nick Ponzio, właśc. Nicholas James Ponzio (ur. 4 stycznia 1995 w San Diego) – amerykański lekkoatleta specjalizujący się w pchnięciu kulą, od 15 czerwca 2021 roku reprezentujący Włochy.
W 2021 na eliminacjach zakończył występ podczas igrzysk olimpijskich w Tokio.
W grudniu 2023 został ukarany 18-miesięczną dyskwalifikacją za trzykrotne opuszczenie testów antydopingowych; kara ta obowiązywała od lutego 2023 roku.
Wielokrotny złoty medalista mistrzostw Włoch oraz reprezentant kraju w pucharze Europy w rzutach.
Rekordy życiowe: stadion – 21,83 (13 marca 2022, Leiria); hala – 21,61 (7 marca 2022, Belgrad) były rekord Włoch.

## Osiągnięcia
| Rok  | Impreza                   | Miejsce   | Pozycja           | Wynik |
| ---- | ------------------------- | --------- | ----------------- | ----- |
| 2021 | Igrzyska olimpijskie      | Tokio     | el. – 20. miejsce | 20,28 |
| 2022 | Halowe mistrzostwa świata | Belgrad   | 7. miejsce        | 21,30 |
| 2022 | Mistrzostwa świata        | Eugene    | 9. miejsce        | 20,81 |
| 2022 | Mistrzostwa Europy        | Monachium | 4. miejsce        | 20,98 |
| 2023 | Halowe mistrzostwa Europy | Stambuł   | DSQ               | 19,83 |
| 2025 | Halowe mistrzostwa Europy | Apeldoorn | 6. miejsce        | 20,26 |
| 2025 | Puchar Europy w rzutach   | Nikozja   | 1. miejsce        | 20,60 |